# Gerard Manley Hopkins

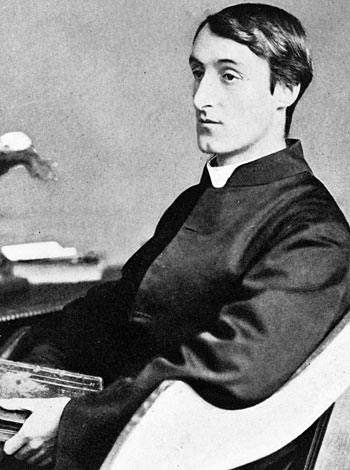
Gerard Manley Hopkins

Gerard Manley Hopkins (* 28. Juli 1844 in Stratford bei London; † 8. Juni 1889 in Dublin) war ein britischer Lyriker und Jesuit, dessen Gedichte vor allem wegen der Lebendigkeit ihres Ausdrucks bewundert werden.

## Leben
Hopkins wurde in London als Sohn eines Versicherungsvertreters geboren, seine Vorfahren stammten aus Wales. Er besuchte die Highgate School und studierte am Balliol College der University of Oxford, wo er ein Anhänger Edward Bouverie Puseys wurde und sich der Oxford-Bewegung anschloss. In Oxford begann auch seine Freundschaft mit Robert Bridges, die große Bedeutung für seine Entwicklung als Dichter haben sollte. 1866 folgte er dem Beispiel von Newman und konvertierte zur römisch-katholischen Kirche. Er studierte Theologie am St. Beuno’s College in Tremeirchion in Nordwales. 1868 trat er in den Jesuitenorden ein und verzichtete sieben Jahre lang darauf zu dichten. 1882 wurde er Lehrer am Mount St. Mary’s College Sheffield und am Stoneyhurst College Lancashire. Später wurde er – als Priester – Professor für klassische Philologie am University College Dublin.
Während seines Lebens veröffentlichte Hopkins keines seiner Gedichte. Nur aufgrund der Bemühungen seines Freundes Bridges wurden seine gesammelten Gedichte 1918 veröffentlicht. Darunter befanden sich The Wreck of the Deutschland (geschrieben 1876, bezugnehmend auf den Untergang der Deutschland), The Windhover und Pied Beauty. Heute gehört er zu den am meisten bewunderten Dichtern Großbritanniens. Er starb am 6. Juni 1889 in Dublin an Typhus.

## Die Wiederentdeckung des Sprungrhythmus für die englische Dichtung
Seine historische Bedeutung beruht im hohen Maß auf seinen Neuerungen in der poetischen Form.
Vor Hopkins beruhte die mittelenglische und moderne englische Lyrik auf einer rhythmischen Struktur, die von der normannischen Seite des englischen literarischen Erbes abstammte. Diese Struktur beruhte auf wiederholten Gruppen von zwei oder drei Silben, wobei die betonte Silbe bei jeder Wiederholung an derselben Stelle stand. Hopkins nannte dieses regelmäßige Versmaß laufender Rhythmus. Obwohl er einige frühe Verse im laufenden Rhythmus schrieb, faszinierte ihn später die ältere rhythmische Struktur der angelsächsischen Tradition, deren berühmtestes Beispiel der Beowulf ist. Hopkins nannte diese rhythmische Struktur Sprungrhythmus. Dieser Sprungrhythmus beruht auf Versfüßen mit einer variablen Zahl von Silben, meist zwischen einer und vier pro Versfuß, wobei die Betonung immer auf die erste Silbe eines Versfußes fällt.
Für Hopkins machte der Sprungrhythmus es möglich, der Gleichmäßigkeit des laufenden Rhythmus zu entkommen, der seines Erachtens in ihm geschriebene Dichtung notwendigerweise »lahm und zahm« machen musste. Viele zeitgenössische Dichter folgten Hopkins’ Vorbild, obwohl die meisten nicht den Sprungrhythmus übernahmen, sondern traditionelle rhythmische Strukturen zugunsten des free verse überhaupt aufgegeben haben.
Seine Dichtkunst untermauerte Hopkins zudem gedanklich mit den Konzepten von inscape (Ingestalt) und instress (Inkraft), mit denen er zum Ausdruck zu bringen versuchte, dass alles in Gottes Schöpfung eine individuelle Formkraft habe und damit jeden Betrachter in seinen Bann ziehen könne. Zentrale Themen wurden für ihn Natur und Religion, Gott und Mensch. Die Gedichte Hopkins’ beeindrucken noch heute durch originelle Wortschöpfungen, oft dunkle Metaphern, durch bewussten Bruch von Semantik und Syntax und vor allem durch die neuartige Metrik des Sprungrhythmus.

## Werke (Auswahl)
Englischsprachige Originalversionen:
- The Wreck of the Deutschland (Online als Digitalisat verfügbar; englisch)
- God’s Grandeur (Online)
- As Kingfishers Catch Fire (Online)
- Pied Beauty (Online)
- Carrion Comfort (Online)
- The Windhover. To Christ our Lord (Online)

Zweisprachige Ausgaben (Deutsch, Englisch):
- Geliebtes Kind der Sprache. Gedichte. Edition Rugerup, Hörby/Schweden 2009, ISBN 978-91-89034-21-1. (Übertragung aus dem Englischen und Kommentierung: Dorothea Grünzweig)
- Auf dem Rückflug zur Erde. Gerard Manley Hopkins – eine Einführung in seine poetische Welt. Lyrik-Kabinett München, Inigo Medien & Edition Rugerup, Hörby/Schweden 2009, ISBN 978-3-938776-25-4. (Hörbuch als CD)
- Eine sehr gekonnte Übersetzung der Gedichte durch Ursula Clemen und Friedhelm Kemp findet sich in einer vergriffenen zweisprachigen Ausgabe des Verlages Reclam (ISBN 3-15-009440-2).